# Neovisna stranka (Urugvaj)
Neovisna stranka (špa. Partido Independiente) je politička stranka u Urugvaju. Stranka se nalazi pod vodstvom Pabla Mieresa. Cilj stanke je izgraditi treći put između ljevičarske stranke Frente amplio i tradicionalnih stranka desnog krila Colorada i Nacionalne stanke. 

## Rezultati
Na nacionalnim izborima 2004. godine osvojili su 1.89 % glasova, jedno mjesto u Zastupničkom domu, ali nijedno u Senatu. Na nacionalnim izborima 2009. godine, osvojili su 2.49 % glasova i dva mandata u Zastupničkom domu. Na izborima održanim 2014. su osvojili 73.379 glasova (ili 3.09 % ukupnog biračkog tijela). Trenutno imaju 3 mandata u Zastupničkom domu te jedan u Senatu.

## Vanjske poveznice
- Službene stranice  Arhivirana inačica izvorne stranice od 5. rujna 2019. (Wayback Machine) (šp.)